# 悉尼 (艾奥瓦州)
悉尼（Sidney）是美国艾奥瓦州弗里蒙特县的城市和县城。2010年美国人口普查时人口为1138人，是爱荷华州最小的县城之一。